# Hứa Vĩ Luân (sinh 1978)
Hứa Vĩ Luân (tên tiếng Anh: Beatrice Xu; tiếng Trung: 許瑋倫 / Hsu Wei Lun / Hui Wei Lun / Xu Wei Lun; sinh ngày 13 tháng 11 năm 1978 - mất ngày 28 tháng 1 năm 2007) là một nữ diễn viên và ca sĩ người Đài Loan. Cô từng tốt nghiệp Đại học Đạm Giang, hệ Pháp văn 淡江大學法文系. Vĩ Luân có thể nói được 3 ngoại ngữ gồm tiếng Trung Quốc phổ thông (Quan thoại), Đài Loan, Anh và Pháp. Là một diễn viên nổi tiếng của Đài Loan, được phát hiện lần đầu với vai diễn trong đoạn phim quảng cáo của 7-Eleven, và sau đó là vai diễn trong phim truyền hình của GTV "Tình Yêu Tuổi 18", bộ phim đã giúp cô được đề cử giải "Diễn viên phụ xuất sắc nhất" tại giải Quả Chuông Vàng. Sau đó cô đã được mời tham gia nhiều vai diễn chính trong các bộ phim truyện và phim truyền hình dài tập.
Hứa Vĩ Luân bị tai nạn khi đang được thư ký của mình chở trên đường Cao Tốc Số 1 ở Đài Trung - Đài Loan, vào lúc 23:15 ngày 26 tháng 1 năm 2007. Mặc dù đã được cấp cứu trong 43 giờ, nhưng do bị tràn dịch não, Vĩ Luân mất vào lúc 19:37 ngày 28 tháng 1 năm 2007 (giờ Đài Loan). Trước khi qua đời, Vĩ Luân vừa tham gia đóng trong bộ phim "Con gái của mặt trời", bộ phim được bắt đầu quay từ đầu tháng 1 năm 2007.

## Phim Truyền hình
- Con Gái Của Mặt Trời 太陽的女兒 (CTS, 2007)
- Tưởng Phi 想飛 (2007)
- Truyền thuyết song bích 双璧传说 (CTV, 2005)
- Chàng trai chuyên chở 恶男宅急电(TVBS, 2005)
- Bida tiểu tử 撞球小子 (2004)
- Hương Vị Tình Yêu 恋香 (TTV, 2004)
- Bà xã đại nhân 老婆大人 (2004)
- Cơn Lốc Tình Yêu 狂爱龙卷风 (CTS, 2003)
- Thiên hạ vô song 天下无双 (CTV, 2002)
- Một Góc Tím 紫色角落 (2002)
- Lặng lẽ yêu em 偷偷爱上你 (CTS, 2002)
- Tình Yêu Tuổi 18 18岁的约定 (GTV, 2002)
- Vườn Sao Băng I 流星花园 (CTS, 2001) cameo
- Ma Lạt Tiên Sư (CTS, 2000)
- Thanh xuân 6 người (CTS, 2000)

## Phim Điện ảnh
- Victor U-Turn 180 degrees
- Turn to the Left, Turn to the Right (2003) cameo